# Puente Plata
El Puente Plata también conocido como Puente # 374, es un puente con un armazón construido en 1908 cerca de la ciudad de Naranjito, en el estado libre asociado de Puerto Rico. Se extiende por el Río de La Plata en los municipios de Bayamón y Naranjito. Fue incluido en el Registro Nacional de Lugares Históricos de los Estados Unidos en 1995.
El 28 de agosto de 2017, El Puente Plata cae debido a las lluvias torrenciales. 